# Venanides
Venanides – rodzaj błonkówek z rodziny męczelkowatych. Gatunkiem typowym jest Venanides xeste.

## Zasięg występowania
Rodzaj obejmuje gatunki występujące na cały świecie.

## Biologia i ekologia
Prawdopodobnymi żywicielami gatunków z tego rodzaju są motyle z 6 rodzin.

## Gatunki
Do rodzaju zalicza się 14 opisanych żyjących gatunków (kilka gatunków jest nieopisanych):
- Venanides astydamia (Nixon, 1965)
- Venanides caspius Abdoli, Fernandez-Triana & Talebi, 2019
- Venanides congoensis (de Saeger, 1941)
- Venanides curticornis (Granger, 1949)
- Venanides demeter (Wilkinson, 1934)
- Venanides longifrons Fernandez-Triana & van Achterberg, 2017
- Venanides parmula (Nixon, 1965)
- Venanides plancina (Nixon, 1965)
- Venanides pyrogrammae (Nixon, 1965)
- Venanides supracompressus Fernandez-Triana & van Achterberg, 2017
- Venanides symmysta (Nixon, 1965)
- Venanides tenuitergitus Fernandez-Triana & van Achterberg, 2017
- Venanides vanharteni Fernandez-Triana & van Achterberg, 2017
- Venanides xeste Mason, 1981